# 'Round the World with the Rubber Duck
"'Round the World with the Rubber Duck" is een noveltynummer van C.W. McCall (pseudoniem van Bill Fries). Het nummer lijkt op z'n voorgaande countrynummer, Convoy. "'Round the World with the Rubber Duck" vertelt het vervolgverhaal over het fictieve vrachtwagenkonvooi uit Convoy. De truckers rijden verder naar Europa en rijden aldaar door verschillende landen, waaronder Groot-Brittannië, Duitsland, Rusland en Japan. Aan het eind van het nummer is er ook een verwijzing naar Australië.
De teksten bestaan uit verschillende soorten afgewisselde dialoog, waaronder gesimuleerde gesprekken met slang. Het refrein wordt gezongen met een piratenaccent en zelfspottende achtergrondzang (Dumb, Dumb, Dumb).

## Hitlijsten
| Hitlijst (1976)                     | Hoogste positie |
| ----------------------------------- | --------------- |
| VS Billboard Hot Country Singles    | 40              |
| VS Billboard Bubbling Under Hot 100 | 1               |
| Canadese RPM Country Tracks         | 40              |